# Dorota Chudzik
Dorota Chudzik (ur. 4 września 1977) – polska biathlonistka, medalistka mistrzostw Polski.

## Życiorys
Była zawodniczką WKS Legii Zakopane. Była mistrzynią Polski juniorek w sprincie, biegu drużynowym i sztafecie (1996) i ponownie w sztafecie (1997). Na mistrzostwach Polski seniorów zdobyła dwa brązowe medale w sztafecie (1996 i 1999).